# Klas Ahlstedt
Klas (folkbokförd Claes) Börje Ahlstedt, född den 19 mars 1968 i Kungsholms församling, Stockholm, är en svensk skådespelare.
Ahlstedt, som är son till Börje Ahlstedt, har sedan 2004 (och fram till och med 2009 i samarbete med Paula Ternström) drivit Odenteatern i Stockholm. Han är även dragshowartist i gruppen Barbarellas.

## Filmografi
- 1993 – Morsarvet - stockholmaren
- 2001 – En sång för Martin - Erik
- 2010 – Teatersupén (TV-serie)